# Quasi Universal Intergalactic Denomination
Quasi Universal Intergalactic Denomination (QUID) är en prototyp till en valuta speciellt anpassad för användning i rymden, framför allt i rymdturism.